# CNT São Paulo
CNT São Paulo é uma emissora de televisão brasileira sediada em Americana, cidade do estado de São Paulo. Opera no canal 52 (24 UHF digital) e é uma emissora própria da Central Nacional de Televisão. A CNT surgiu com sinal próprio no estado após o fim de sua parceria com a TV Gazeta, onde ambas formaram uma rede de afiliadas entre 1992 e 2000. A emissora já chegou a ter um prédio como base de operações na capital paulista, na Alameda Santos, que foi posta à venda no início de 2018.

## História

### Antecedentes
Em 20 de novembro de 1991, a então Rede OM fecha um acordo com a TV Gazeta para a geração de conteúdo entre as duas emissoras e, consequentemente, a recém-lançada rede ganha um canal em São Paulo, o 11 VHF. Na época, as duas emissoras contavam com dez horas de programação, sendo quatro reservadas à OM e seis à Gazeta, e no acordo, os programas da Gazeta chegariam a outras regiões do Brasil através das retransmissoras da OM, enquanto que no estado de São Paulo, mais precisamente na região noroeste, os programas da OM chegariam através da Gazeta.
Até 1997, os programas que a Gazeta exibia nacionalmente eram selecionados pela própria CNT, seguindo o acordo. Foi quando a emissora paulista deixou de exibir alguns programas da emissora paranaense, como o Cadeia e o CNT Jornal. No mesmo ano, a CNT ganha a concessão do canal 52 UHF de Americana, no interior paulista, sem consultar à Gazeta. Em 1998, a Gazeta começa a solicitar ao Ministério das Comunicações retransmissoras em todo o estado de São Paulo, até mesmo em cidades onde a CNT já possuía retransmissoras. Logo após, a emissora paranaense deixa de ser a detentora do sinal analógico da rede no satélite Brasilsat B1, fazendo com que apenas a Gazeta assumisse essa função.
Em 1999, a TV Gazeta deixa definitivamente de veicular a programação gerada em Curitiba. Porém, programas como Família Sertaneja e Mãe de Gravata, produzidos pela CNT, mas gerados de São Paulo, permanecem na grade. No mesmo ano, a CNT participa de uma licitação pública para conseguir a concessão do canal 14 UHF da capital paulista, na qual não saiu vitoriosa. Em 2000, depois de várias brigas, a relação entre a CNT e a Gazeta se tornou insustentável. Dessa forma, nenhuma das duas emissoras entraram em um acordo, e a parceria de troca de conteúdo é desfeita em 5 de junho. Nesse período, a rede já tinha cerca de quarenta emissoras afiliadas no país, que acabaram se transferindo para outras redes. O fim da parceria, vista de forma "amigável", foi apontada como a saída natural para o crescimento e expansão de ambas. De todos os apresentadores da antiga rede, apenas Ronnie Von e Gutto Morenno permanecem na CNT com o Mãe de Gravata e o Ligação, respectivamente.

### Sinal próprio em São Paulo (2000-presente)
Dias após o fim da parceria, a CNT aluga uma antena na Avenida Paulista, e em 8 de junho, inaugura sua nova sede, localizada em um prédio da Alameda Santos, no bairro Paraíso. O então responsável pelo setor de Comunicação e Marketing da emissora, Cláudio Magnavita, anuncia que estavam sendo selecionados cinco canais, tanto da faixa VHF quanto UHF, para ver em qual deles o sinal chegaria com maior potência através de um transmissor que contava, inicialmente, com 10 kW, testado durante trinta dias, para que a potência chegasse depois a 60 kW, considerado normal para os canais UHF na época. Cláudio anuncia também que havia sido alugado um teatro de 1800 m² na Avenida Brigadeiro Luís Antônio para sua linha de shows, comandada pelo produtor Nei Macedo, onde pretendia produzir séries e um talk-show, o que não se concretizou.
Em julho, a CNT passa a fazer testes através do canal 14 UHF, que foram suspensos após causarem interferências no sinal da recém-inaugurada TV Diário, afiliada à Rede Globo em Mogi das Cruzes. Em agosto, o Ministério das Comunicações concede, temporariamente, o canal 26 UHF, concessionado em Diadema, na Região Metropolitana, e pertencente à Sociedade Rádio Educacional Grande São Paulo. O mesmo canal já havia sido utilizado pela Legião da Boa Vontade. Porém, irregularmente, o transmissor da Avenida Paulista, que operava em 5 kW, cobria apenas a região central da capital, e não cobria Diadema. A autorização do Ministério valia até dezembro, e servia apenas para a emissora retransmitir seu sinal, sem gerar programação. Mesmo assim, a CNT permaneceu com o canal 26 até 2012, quando se transferiu para o canal 27 UHF. Nesse período, a CNT tentou também firmar um acordo com o então Canal 21, o que não foi para frente. Em 2001, a CNT passa a operar pelo canal 52 UHF em Americana.
Em 2014, com o arrendamento de 22 horas da programação da rede à Igreja Universal do Reino de Deus (equivalentes a 83% da grade, ultrapassando os 25% mínimos estipulados pelo Ministério Público), a filial de São Paulo demite todos os seus 25 profissionais, fechando alguns departamentos. Em janeiro de 2018, a emissora põe à venda o prédio da capital paulista, localizado na Alameda Santos. Seus responsáveis alegam que não existe mais a necessidade de manter o espaço como base de operações, e que apenas uma sala em um prédio de escritórios seria suficiente. Com isso, as operações da filial paulista passam a se concentrar apenas em Americana.

## Programação
Desde que passou a ter canal próprio em São Paulo, foram poucas as tentativas de a CNT produzir programação local na cidade. Programas que estavam sendo planejados ainda em 2000, após o fim da parceria com a TV Gazeta, não saíram do papel, e os que já estavam na grade desde algum tempo foram sendo extintos. Apenas em 2009 a emissora aposta na produção local na capital paulista, com o programa Notícias & Mais, que estreou em 2 de março e era primeiramente apresentado por Adriana de Castro, Ana Paula Oliveira, Celso Russomano, Leão Lobo e Rony Curvelo. O programa era voltado a notícias em geral mescladas com matérias de entretenimento e de futebol, entrevistas, musicais etc. Foi exibido até 6 de junho de 2014, quando o canal aluga 22 horas de sua programação para a Igreja Universal do Reino de Deus e demite todos os seus funcionários.
A CNT só retoma suas atividades em 2018, quando passa a produzir a edição local do CNT Notícias, apresentado por Luis Fernando Bottan, além dos boletins locais do CNT News. Sua equipe de jornalismo também produz reportagens que são exibidas nacionalmente pelo CNT Jornal.

## Retransmissoras
- Araçatuba - 25 (29 UHF)
- Itapeva - 41 (43 UHF)
- Jundiaí - 29 (26 UHF)
- Marília - 41 (42 UHF)
- Presidente Prudente - 56 (45 UHF)
- Ribeirão Preto - 59 (47 UHF)
- Tatuí - 24 UHF
- Tietê - 24 UHF
- São Carlos - 39 (47 UHF)
- São Paulo - 27 (26 UHF)
- Teodoro Sampaio - 49 (48 UHF)